# Antoon Wittevrongel
Antoon Jozef Wittevrongel (Tielt, 28 november 1884 - Tielt, 14 november 1939) was een Belgisch senator.

## Levensloop
Antoon Wittevrongel begon na de Eerste Wereldoorlog zijn loopbaan als vrijgestelde voor het Verbond van Christelijke Schoen- en Lederbewerkers. Na de fusie in 1925 van de lederbewerkers en de handschoenmaaksters tot de Christelijke Centrale van Leder- en Kledingsnijverheden (met zetel in Izegem) werd hij in 1926 voorzitter van de nieuwe vakcentrale, die vooral in West-Vlaanderen actief was.
Hij was vanaf 1921 gemeenteraadslid en vanaf 1933 schepen van Tielt. 
In 1939 werd hij verkozen tot katholiek senator voor het arrondissement Roeselare-Tielt. Hij vervulde zijn mandaat amper zeven maanden en overleed toen. Hij werd opgevolgd door René Desmedt.